# Castelo de Monforte (Chaves)
O Castelo de Monforte, também referido como Castelo de Monforte de Rio Livre, em Trás-os-Montes, localiza-se na freguesia de Águas Frias, povoação de Monforte, município de Chaves, distrito de Vila Real, em Portugal.
Albergou as principais instituições do antigo concelho de Monforte de Rio Livre, que existiu entre 1273 e 1853.
Ergue-se sobre uma das escarpas da serra do Brunheiro, em posição dominante sobre a povoação e a ribeira de Águas Livres.
O Castelo de Monforte está classificado como Monumento Nacional desde 1950.

## História

### Antecedentes
A primitiva ocupação humana de seu sítio remonta a um castro pré-histórico, conforme testemunhos arqueológicos. Quando da Invasão romana da Península Ibérica, devido à proximidade da estrada romana que ligava Astorga a Braga, foi reocupado, conforme o testemunho de duas aras, uma das quais dedicada ao deus Larouco.

### O castelo medieval
Monforte de Rio Livre veio a integrar o território português logo que se constituiu a nacionalidade. A mais antiga referência ao castelo medieval remonta ao século XII, num documento que cita um nobre tenente (tenens) do castelo. O julgado de Rio Livre foi instituído em 1267. Em 1273 a povoação recebeu foral de D. Afonso III (1248-1279), quando devem ter se iniciado as obras de reforma do conjunto que, em sua maior parte, chegou até aos nossos dias. Este soberano alçou a vila a cabeça de território, dentro do mesmo processo de organização da fronteira setentrional que deu origem, por exemplo, ao Castelo de Montalegre. Institui-lhe ainda uma feira de dois dias.
Os trabalhos de edificação prosseguiram no reinado de seu filho e sucessor, D. Dinis (1279-1325), vindo a estar concluídos em 1312, quando apresentava uma sólida torre de menagem e muros reforçados por três torres. Nesse período se documenta a presença de um alcaide na localidade e se verifica um forte crescimento do espaço urbano da vila, com a ampliação da cerca da vila.
A vila recebeu foral passado por D. Afonso IV (1325-1357).
Quando da eclosão da crise de 1383-1385 a vila e seu castelo tomaram o partido por D. Beatriz, vindo a aceitar D. João I (1385-1433) no contexto da campanha empreendida por este soberano no Norte de Portugal. Visando incrementar o seu povoamento e defesa, a pedido do alcaide, D. Álvaro Gonçalves de Ataíde, este monarca instituiu na vila um couto para cinquenta homiziados (salvo traidores ou aleivosos) (1420). Acredita-se que seja deste período a construção da barbacã e do fosso que cercavam o castelo no início do século XVI, conforme figurado por Duarte de Armas (Livro das Fortalezas, c. 1509), que observou contar a vila "X ou XII vizinhos e todas as outras casas sam derrybadas e feytas em pardieiros". Para atender a esse estado de coisas, a vila recebeu o Foral Novo de D. Manuel I (1495-1521).

### Da Guerra da Restauração aos nossos dias
No contexto da Guerra da Restauração da independência portuguesa, o Conselho de Guerra de D. João IV (1640-1656) determinou a modernização das defesas de Monforte, adaptando-as aos tiros da artilharia. Desse modo, foram erguidos um meio-baluarte e outras estruturas, a leste da torre de menagem medieval.
Os domínios de Monforte de Rio Livre foram mantidos pela Casa do Infantado, instituída pelo Infante D. Francisco, filho de D. Pedro II (1667-1706) e irmão de D. João V (1706-1750).
Uma planta do século XVIII documenta o estado de ruína da sua fortificação, quando habitariam a vila cerca de 381 habitantes.
Em inícios do século XIX, no bojo de conjunto nacional de obras de beneficiação das fortificações, foi artilhada com quatro peças.
Com a extinção do Concelho (6 de Novembro de 1853), o castelo foi abandonado, assim como a povoação.
O castelo encontra-se classificado como Monumento Nacional, por Decreto publicado em 5 de Janeiro de 1950, quando se fez sentir a intervenção do poder público através de obras de consolidação e recuperação. Mais recentemente, na década de 1990, procedeu-se a uma nova campanha de beneficiação, quando se procedeu uma pequena investigação arqueológica.
Atualmente, a zona envolvente do castelo é palco, anualmente no verão, de uma concorrida recriação da feira medieval com trajes, jogos e artigos de época.

## Características
O castelo medieval, com muralhas em granito, abundante na região, resiste em condições razoáveis. Nelas se rasgam duas portas, pelas quais se acede o pátio de armas:
- a Porta da Vila, a Oeste, em arco quebrado, mais larga, comunicando com a vila medieval; e
- a Porta da Traição, a Sul, em arco de volta perfeita, com vão mais estreito.

O topo das muralhas é percorrido por um adarve, por onde se acede, através de uma porta, o interior da Torre de Menagem. Esta apresenta planta quadrangular, coroada por uma fileira de mísulas tripartidas, estando dividida internamente em três pavimentos, iluminados por frestas rasgadas nas paredes. É acedida, ao nível do pavimento intermediário, por uma porta elevada, em arco de volta perfeita. No pavimento inferior abre-se a cisterna com teto abobadado.
Da antiga cerca da vila, onde se rasgavam primitivamente três portas, resta apenas a chamada Porta do Galeão.